# Primera División de España 2007-08
La temporada 2007-08 de la Primera División de España de fútbol (77.ª edición) comenzó el 25 de agosto de 2007 y terminó el domingo 18 de mayo de 2008 debido a la Eurocopa organizada en Austria y Suiza a partir del 7 de junio de 2008.
El 4 de mayo de 2008 se proclamó campeón de la liga el Real Madrid Club de Fútbol, tras ganar al Osasuna por 1-2 con goles de Patxi Puñal de penalti para Osasuna y de Arjen Robben y Gonzalo Higuaín para los merengues. Descendieron a Segunda División el Levante, Real Murcia y el Real Zaragoza. En la jornada 36, el Villarreal se proclamaba subcampeón de Liga al ganar por 0-2 al Recreativo de Huelva en el estadio Nuevo Colombino. Hasta la fecha ha sido el último subcampeón que no ha sido ni Real Madrid, ni Barcelona, ni Atlético de Madrid. El Sevilla confirma su puesto en la Copa de la UEFA ganando al Real Betis en el Estadio Manuel Ruiz de Lopera por 2 goles a 0. El Racing de Santander quedó sexto y certificó su puesto europeo por primera vez en su historia tras ganarle al Osasuna por 1 a 0. 
Uno de los momentos más destacados de la temporada fue El Clásico Real Madrid - Barcelona, disputado en la jornada 36 en el Estadio Santiago Bernabéu; el Real Madrid era ya matemáticamente campeón y el Barcelona le hizo "el pasillo" como homenaje. El resultado del encuentro fue un contundente 4-1.

## Crónica

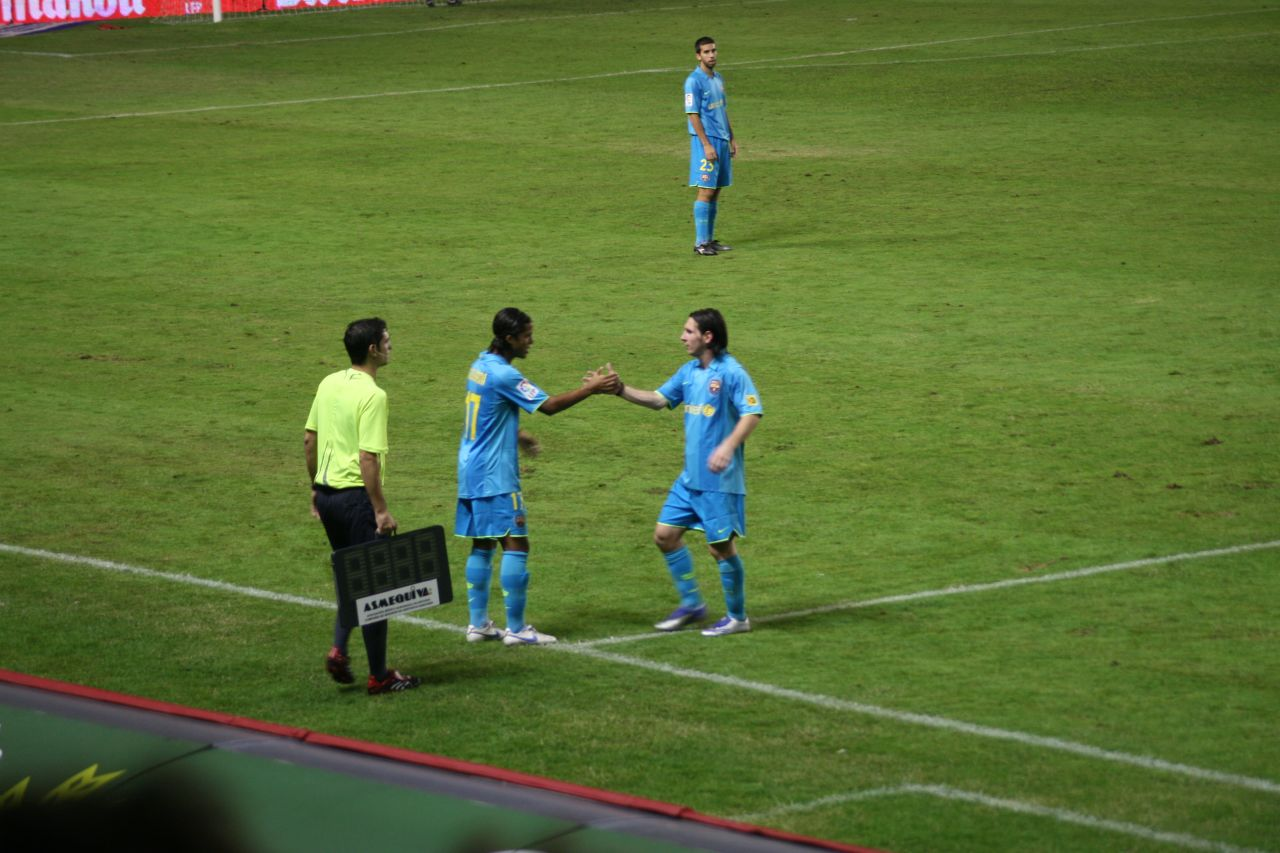
Levante UD vs FC Barcelona

### Campeonato
En junio de 2007, tras ganar una Liga muy disputada, el Real Madrid empezó la preparación para su próxima temporada destituyendo a Fabio Capello, el técnico que logró la anterior Liga, y contrató a Bernd Schuster, que había completado dos notables campañas en el Getafe. Una vez satisfecha la urgencia de títulos, la política de fichajes giró hacia el relevo generacional. El club blanco se despidió de David Beckham y Roberto Carlos, e hizo un gasto récord de 130 millones de euros. Firmaron a una los holandeses Robben y Sneijder además de Pepe y Saviola, procedente del Barcelona.
Después del fracaso de la temporada anterior, en el que dejaron escapar todos los títulos, el FC Barcelona fichó al francés Thierry Henry por 24 millones. Campeón europeo y mundial, goleador histórico de la selección francesa y del Arsenal, llegaba al Camp Nou para conquistar la Champions League que se le negaba con el equipo inglés. De mediocampo hacia atrás el Barça se hizo con Gabi Milito, un muro en el Zaragoza, y con Éric Abidal y Yaya Touré, dos rocas de la Liga francesa. Pero la sensación azulgrana de 2007 procedía de los juveniles. Bojan Krkić, de solo 16 años, aparecía en escena como el futuro crack del fútbol español.
El club más laureado del año, el Sevilla, logró mantener el bloque para debutar en Champions, pues la marcha de Daniel Alves al Chelsea por 36 millones se frustró a última hora. Los rojiblancos incorporaron al maliense Seydou Keita. El Valencia CF, en Champions y con un once asentado, completó su plantilla con secundarios como Iván Helguera y Juan Mata, descartados por el Real Madrid, y el portero alemán Timo Hildebrand.
El Atlético, que finalmente accedió a la UEFA a través de la repesca Intertoto, traspasó a su icono Fernando Torres al Liverpool y fichó a Diego Forlán, Simao y Reyes, que formarían un ataque temible junto al Kun Agüero. Por su parte, el Villareal CF se despidió de Riquelme, que volvía a Boca Juniors, y recuperó a Santi Cazorla, proyecto de estrella. El Zaragoza redobló su apuesta por Europa con las llegadas de Ayala, Oliveira, D'Alessandro, Sergio García y Matuzalem para completar la plantilla más potente de su historia.
La temporada se abrió con la Supercopa doméstica, ganada con rotundidad por el Sevilla al Real Madrid (1-0 y 3-5). El club blanco, que había hecho una mediocre pretemporada (3 victorias y 6 derrotas) intentó durante agosto fichar a un crack, ofreciendo sumas superiores a los 60 millones de euros por Kaká o Andrés Iniesta, que se encontraron el rechazo de los jugadores.
Pero en Sevilla, tras el éxtasis, ocurrió la tragedia. En la jornada inicial, en un partido ante el Getafe en casa, Antonio Puerta se desmayó y, tras sufrir varias paradas cardiorrespiratorias, falleció en el hospital. Todo el fútbol español y europeo se vistió de luto para despedir y recordar al futbolista de solo 22 años. Se le rindió un homenaje histórico en la final de la Supercopa europea que enfrentó al club sevillista con el Milan (3-1 para los italianos). Para colmo de males, el entrenador Juande Ramos abandonó el club con la temporada empezada, partiendo hacia el Tottenham. La temporada del estreno en la Champions del Sevilla se convirtió en un drama y durante el primer tramo de la Liga, el conjunto andaluz se hundió hasta la zona media-baja de la clasificación.
Por el contrario, el Real Madrid sí se recuperó de su mal arranque, logró seis victorias en sus primeros siete partidos de Liga y se encaramó al liderato, aunque con el Barcelona pisándole los talones. El Villarreal de Nihat era el principal perseguidor. Derrotaron por 3-1 al Barcelona y se pusieron segundos, entrando en la lucha por la Liga. En aquel partido, Bojan Krkić batió el récord al goleador más joven en la historia de la Liga.
El Valencia destituyó a Quique Sánchez Flores tras sufrir un baile a manos del Real Madrid en Mestalla (1-5). Pese a estar en puestos europeos, el club pagó la humillación con el técnico madrileño y fichó a Ronald Koeman. El tiempo demostró lo erróneo de la decisión, pues con el técnico holandés, los valencianos cayeron en picado. Koeman, a su vez, culpó a los capitanes del equipo, Cañizares, Albelda y Angulo, a los que apartó de la plantilla. Para entonces, el Atlético de Madrid se había convertido en la alternativa. Por primera vez desde su regreso a Primera División en 2002 logró ser un conjunto con regularidad, manteniéndose en los puestos de arriba con su potente ataque rindiendo al nivel esperado.
La Liga se apretó por arriba con el tropiezo del Real Madrid (2-0) ante un Sevilla en recuperación. Quedó para la historia la rueda de prensa de Schuster, en la que culpaba al árbitro Álvarez Izquierdo (catalán) de la derrota. Al mismo tiempo, el Barça cayó ante el Getafe dando una pésima imagen. Frank Rijkaard, que triunfaba con los azulgrana hacía no mucho tiempo, pasaba a estar cuestionado por no controlar el vestuario y ser totalmente permisivo con los jugadores, especialmente con Ronaldinho. El declive del brasileño, de 27 años, era imparable. Sus ausencias en los entrenamientos y sus continuas salidas nocturnas le hicieron perder la forma. Renunció a su trono de mejor futbolista del mundo, ya ocupado por su compatriota Kaká, Balón de Oro de 2007.
El Real Madrid continuaba en el liderato. El Barça llegaba a diciembre a cuatro puntos de los blancos y con constantes bajas: cuando se recuperaba Etoo, se lesionaba Messi. El día 22 se veían las caras los dos grandes del fútbol español. Y el Real Madrid se llevó el Clásico por 0-1, con un gol del repescado Júlio Baptista. Los madridistas dieron un golpe sobre la mesa en un Camp Nou que acabó pitando a su otrora ídolo, Ronaldinho, inoperante en aquel partido crucial.
Empezó 2008 con el Real Madrid arrollando en la Liga (ocho victorias seguidas), pero cayendo en Copa ante el Mallorca. Guti fue el jugador blanco más destacado en el nuevo año. Un día después de que los aspirantes (Sevilla y Barça) empataran, el 14 madridista hizo el partido de su vida ante el Valladolid (7-0) con dos goles y cinco asistencias. En la capital de España se preguntaban por qué Guti y Raúl (18 goles en Liga), no eran convocados por Luis Aragonés para la selección, creando un debate nacional que acabó llevando a requerir una rueda de prensa conjunta de los mencionados. Pero en febrero cayó en un bache con seis derrotas en ocho partidos. Fueron eliminados de la Champions por la Roma de Francesco Totti, que ganó en el Olímpico y en el Bernabéu. Igual suerte corrió el Sevilla, noqueado por el Fenerbahçe en los penaltis. El Valencia había caído en la fase de grupos, confirmando que esta no era su temporada. Solo el Barcelona continuaba adelante en Europa, venciendo a Celtic y Schalke 04.
En la jornada 25, el Real Madrid perdió en casa ante el Getafe por 0-1, lo que permitió que por última vez el Barça se acercara a dos puntos. Pero los azulgrana sufrieron dos derrotas seguidas a manos de Atlético y Villarreal, aprovechadas por el Madrid para volver a distanciarse en la cabeza. En la jornada 30 el Barça tiró la Liga de forma definitiva ante el Betis. De ganar 0-2 al descanso, acabó perdiendo 3-2. Los azulgrana no estuvieron al nivel esperado y la revelación de la temporada, Bojan, renunció a vestir la Roja en Austria y Suiza. Ronaldinho no volvió a jugar con un Barça que quedó relegado al tercer puesto. El Madrid ganó al Sevilla en el Bernabéu y sentenció virtualmente la Liga, pues el Villarreal, pese a ponerse segundo, estaba a una gran distancia.
El Barça terminó el año sin títulos al caer en semifinales de Champions ante el Manchester United y de Copa ante el Valencia, ambos campeones a la postre de estos torneos. En Liga terminó con una pésima racha: solo tres victorias en las últimas 13 jornadas. Los jugadores pudieron desahogarse goleando al Valencia (6-0) y Murcia (5-3) para asegurar un puesto de Champions, pero en cambio, la grada sí explotó contra el palco exigiendo la dimisión de Joan Laporta, responsabilizando a su gestión por el rendimiento del equipo. El presidente permaneció tras sobrevivir a una moción de censura de los socios, pero Frank Rijkaard fue destituido.
En cambio, para el Madrid todo eran alegrías. Certificó matemáticamente su campeonato en la jornada 35, ganando en el infierno del Reyno de Navarra ante Osasuna. Gonzalo Higuaín marcó el gol decisivo. Y tres días después, los madridistas disfrutaron la celebración del título en el Bernabéu con los jugadores del Barça haciéndoles el pasillo de campeón. El 4-1 final no dejó dudas de quién había sido el mejor equipo, y el Madrid añadió, a su título de Liga, el Trofeo Zamora para Iker Casillas.

### Plazas por Europa
Detrás de un Real Madrid campeón quedó el Villarreal, entrando en la Champions gracias a su subcampeonato. Tercero fue el Barça y cuarto el Atlético de Madrid, cumpliendo al fin con el objetivo de acceder a Europa. A la UEFA llegaron el Sevilla, remontando meritoriamente su difícil inicio de temporada, y el Racing de Santander. Marcelino García Toral fue el hombre milagro que colocó en Europa al club cántabro. El joven técnico asturiano hizo su segunda hazaña un año después de situar en el octavo puesto al Recreativo de Huelva. Se quedó sin UEFA, a un punto de los racinguistas, el Real Mallorca, con el Pichichi Dani Güiza (27 goles). El Almería acabó en una digna octava posición en su debut en Primera.
El pasaporte de la Copa del Rey fue para el Valencia CF. Ronald Koeman ganó la final (3-1 al Getafe), pero a la semana siguiente fue destituido por ser incapaz de remontar en la Liga. Acabó el Valencia en el décimo puesto y haciendo una temporada propia de un equipo que luchaba por la permanencia, algo increíble atendiendo a su plantilla.

### Descenso
Aún más sorprendente fue el descenso del Real Zaragoza. Una plantilla diseñada para luchar por entrar en la Champions acabó descendiendo a Segunda, evidenciando una grave crisis económica, institucional y deportiva. Real Murcia y Levante UD acabaron en los últimos puestos de la tabla, muy lejos de alcanzar los resultados necesarios para permanecer en Primera. El conjunto pimentonero cuajó una aceptable primera vuelta en la que estuvieron cerca de la zona media, pero la debacle que sufrieron en la segunda mitad (2 victorias, 2 empates y 15 derrotas), sepultó las aspiraciones del equipo de obtener la salvación. Por su parte, el cuadro granota no pudo recuperarse de un comienzo en el que únicamente sumaron 1 punto en las 10 primeras fechas y terminaron descendiendo a 5 jornadas para el final.

## Clubes participantes y estadios
Tomaron parte en la competición veinte equipos, con un debutante, la Unión Deportiva Almería.

### Ascensos y descensos
| Pos. | Descendidos a 2.ª División |
| ---- | -------------------------- |
| 18.º | R. C. Celta de Vigo        |
| 19.º | Real Sociedad              |
| 20.º | Gimnàstic de Tarragona     |

| Pos. | Ascendidos de 2.ª División |
| ---- | -------------------------- |
| 1.º  | Real Valladolid C. F.      |
| 2.º  | U. D. Almería              |
| 3.º  | Real Murcia C. F.          |

| Equipo                                    | Ciudad            | Estadio                         | Asistencia media |
| ----------------------------------------- | ----------------- | ------------------------------- | ---------------- |
| Unión Deportiva Almería                   | Almería           | Juegos Mediterráneos            | 15.606           |
| Athletic Club                             | Bilbao            | San Mamés                       | 35.842           |
| Club Atlético de Madrid                   | Madrid            | Vicente Calderón                | 44.947           |
| Fútbol Club Barcelona                     | Barcelona         | Camp Nou                        | 67.242           |
| Real Betis Balompié                       | Sevilla           | Manuel Ruiz de Lopera           | 39.842           |
| Real Club Deportivo de La Coruña          | La Coruña         | Riazor                          | 18.474           |
| Real Club Deportivo Espanyol de Barcelona | Barcelona         | Olímpico Lluís Companys         | 20.922           |
| Getafe Club de Fútbol                     | Getafe            | Coliseum Alfonso Pérez          | 9.526            |
| Levante Unión Deportiva                   | Valencia          | Ciutat de València              | 12.830           |
| Real Club Deportivo Mallorca              | Palma de Mallorca | ONO Estadi                      | 15.610           |
| Real Murcia Club de Fútbol                | Murcia            | Nueva Condomina                 | 31.179           |
| Club Atlético Osasuna                     | Pamplona          | El Sadar                        | 16.885           |
| Real Racing Club de Santander             | Santander         | Campos de Sport de El Sardinero | 21.189           |
| Real Madrid Club de Fútbol                | Madrid            | Santiago Bernabéu               | 74.211           |
| Real Club Recreativo de Huelva            | Huelva            | Nuevo Colombino                 | 18.406           |
| Sevilla Fútbol Club                       | Sevilla           | Ramón Sánchez Pizjuán           | 39.684           |
| Valencia Club de Fútbol                   | Valencia          | Mestalla                        | 41.421           |
| Real Valladolid Club de Fútbol            | Valladolid        | José Zorrilla                   | 18.400           |
| Villarreal Club de Fútbol                 | Villarreal        | El Madrigal                     | 19.421           |
| Real Zaragoza                             | Zaragoza          | La Romareda                     | 30.000           |

## Sistema de competición
La Primera División de España 2007-08 fue organizada por la Liga Nacional de Fútbol Profesional (LFP).
Como en temporadas precedentes, la Primera División 2007-08 constaba de un grupo único integrado por veinte clubes de toda la geografía española. Siguiendo un sistema de liga, los veinte equipos se enfrentaron todos contra todos en dos ocasiones -una en campo propio y otra en campo contrario- sumando un total de 38 jornadas. El orden de los encuentros se decidió por sorteo antes de empezar la competición.
La clasificación final se estableció con arreglo a los puntos obtenidos en cada enfrentamiento, a razón de tres por partido ganado, uno por empatado y ninguno en caso de derrota. Si al finalizar el campeonato dos equipos igualaban a puntos, los mecanismos para desempatar la clasificación establecidos por el reglamento eran los siguientes:
1. El que tenga una mayor diferencia entre goles a favor y en contra en los enfrentamientos entre ambos.
2. Si persiste el empate, se tiene en cuenta la diferencia de goles a favor y en contra en todos los encuentros del campeonato.

Si el empate a puntos fuese entre tres o más clubes, los sucesivos mecanismos de desempate establecidos por el reglamento eran los siguientes:
1. La mejor puntuación de la que a cada uno corresponda a tenor de los resultados de los partidos jugados entre sí por los clubes implicados.
2. La mayor diferencia de goles a favor y en contra, considerando únicamente los partidos jugados entre sí por los clubes implicados.
3. La mayor diferencia de goles a favor y en contra teniendo en cuenta todos los encuentros del campeonato.
4. El mayor número de goles a favor teniendo en cuenta todos los encuentros del campeonato.
5. El club mejor clasificado con arreglo a los baremos de fair play.

### Efectos de la clasificación
Al término del campeonato, el equipo que sumó más puntos se proclamó campeón de la liga española y se clasificó para la fase de grupos de la Liga de Campeones de la UEFA de la próxima temporada, junto con el segundo clasificado. El tercero y el cuarto también accedieron a dicha competición, pero en su fase previa (en caso de no superarala jugarían la Copa de la UEFA). El quinto y el sexto clasificado obtuvieron la clasificación para disputar la Copa de la UEFA la temporada siguiente.
Los tres últimos equipos desciendieron a la Segunda División A. De esta ascendieron, recíprocamente, los tres primeros clasificados, para reemplazar la próxima temporada a los equipos descendidos.

### Inscripción de futbolistas
Los clubes pudieron alinear a los futbolistas que previamente hubiesen sido inscritos, disponiendo de un máximo de 25 fichas federativas. De estas, solo tres podían corresponder a futbolistas extranjeros no comunitarios, es decir, jugadores cuya nacionalidad no correspondiese a los países de la Unión Europea. En los partidos, estos tres "extracomunitarios" podían alinearse simultáneamente.
Hubo dos períodos abiertos para la inscripción de futbolistas: el primero, antes de iniciarse la competición (meses de julio y agosto) y el segundo a mitad de temporada (durante el mes de enero). Fuera de estos períodos solo se autorizaron inscripciones, de forma excepcional, cuando un jugador causase baja por lesión con un período de inactividad estimado de más de cinco meses.
Al margen de los 25 futbolistas profesionales inscritos, los clubes podían alinear a los jugadores de su filial y categorías inferiores de forma ilimitada si estos eran menores de veintitrés años y no tenían licencia profesional. Si, por el contrario, eran mayores de veintitrés años, el reglamento les impidió volver a actuar en un equipo de categoría inferior si disputaban más de diez partidos en Primera División.

### Justicia deportiva
Las cuestiones de justicia deportiva fueron competencia de la Real Federación Española de Fútbol a través de sus Comités de Disciplina Deportiva: Comité de Competición, Jueces de Competición y Comité de Apelación. El Comité de Competición dictaminó semanalmente las sanciones a los futbolistas. Los jugadores fueron sancionados con un partido de suspensión en caso de acumular cinco amonestaciones a lo largo del campeonato. Igualmente, fueron suspendidos aquellos futbolistas expulsados durante un encuentro.
Los árbitros de cada partido fueron designados por una comisión creada para tal objetivo e integrada por representantes de LaLiga y la RFEF.

## Clasificación
| Pos. | Equipo               | Pts. | PJ | G  | E  | P  | GF | GC | Dif. | Clasificación 2008-09                        |
| ---- | -------------------- | ---- | -- | -- | -- | -- | -- | -- | ---- | -------------------------------------------- |
| 1    | Real Madrid (C)      | 85   | 38 | 27 | 4  | 7  | 84 | 36 | +48  | Fase de grupos de la Liga de Campeones       |
| 2    | Villarreal           | 77   | 38 | 24 | 5  | 9  | 63 | 40 | +23  | Fase de grupos de la Liga de Campeones       |
| 3    | Barcelona            | 67   | 38 | 19 | 10 | 9  | 76 | 43 | +33  | Tercera ronda previa de la Liga de Campeones |
| 4    | Atletico de Madrid   | 64   | 38 | 19 | 7  | 12 | 66 | 47 | +19  | Tercera ronda previa de la Liga de Campeones |
| 5    | Sevilla              | 64   | 38 | 20 | 4  | 14 | 75 | 49 | +26  | Primera ronda de la Copa de la UEFA          |
| 6    | Racing de Santander  | 60   | 38 | 17 | 9  | 12 | 42 | 41 | +1   | Primera ronda de la Copa de la UEFA          |
| 7    | Mallorca             | 59   | 38 | 15 | 14 | 9  | 69 | 54 | +15  |                                              |
| 8    | Almería              | 52   | 38 | 14 | 10 | 14 | 42 | 45 | −3   |                                              |
| 9    | Deportivo La Coruña  | 52   | 38 | 15 | 7  | 16 | 46 | 47 | −1   | Tercera ronda de la Copa Intertoto           |
| 10   | Valencia             | 51   | 38 | 15 | 6  | 17 | 48 | 62 | −14  | Primera ronda de la Copa de la UEFA          |
| 11   | Athletic Club        | 50   | 38 | 13 | 11 | 14 | 40 | 43 | −3   |                                              |
| 12   | Espanyol             | 48   | 38 | 13 | 9  | 16 | 43 | 53 | −10  |                                              |
| 13   | Real Betis           | 47   | 38 | 12 | 11 | 15 | 45 | 51 | −6   |                                              |
| 14   | Getafe               | 47   | 38 | 12 | 11 | 15 | 44 | 48 | −4   |                                              |
| 15   | Real Valladolid      | 45   | 38 | 11 | 12 | 15 | 42 | 57 | −15  |                                              |
| 16   | Recreativo de Huelva | 44   | 38 | 11 | 11 | 16 | 40 | 60 | −20  |                                              |
| 17   | Osasuna              | 43   | 38 | 12 | 7  | 19 | 37 | 44 | −7   |                                              |
| 18   | Real Zaragoza (D)    | 42   | 38 | 10 | 12 | 16 | 50 | 61 | −11  | Descenso de categoría                        |
| 19   | Real Murcia (D)      | 30   | 38 | 7  | 9  | 22 | 36 | 65 | −29  | Descenso de categoría                        |
| 20   | Levante (D)          | 26   | 38 | 7  | 5  | 26 | 33 | 75 | −42  | Descenso de categoría                        |

 Fuente: BDFutbol
Notas:
1. ↑  Valencia se clasificó para la primera ronda de la Copa de la UEFA 2008-09 por ser campeón de la Copa del Rey 2007-08.

|                           |
|                           |
| Campeón Real Madrid C. F. |
| 31.º título               |

## Resultados
| Local \ Visitante          | ALM | ATH | ATM | BAR | BET | DEP | ESP | GET | LEV | MLL | MUR | OSA | RAC | RMA | REC | SEV | VAL | VIL | VLD | ZAR |
| -------------------------- | --- | --- | --- | --- | --- | --- | --- | --- | --- | --- | --- | --- | --- | --- | --- | --- | --- | --- | --- | --- |
| U. D. Almería              | —   | 1–1 | 0–0 | 2–2 | 1–1 | 1–0 | 1–0 | 0–2 | 2–1 | 1–1 | 1–0 | 2–0 | 0–1 | 2–0 | 0–2 | 1–0 | 1–2 | 1–0 | 1–0 | 0–1 |
| Athletic Club              | 1–1 | —   | 0–2 | 1–1 | 0–0 | 2–2 | 1–0 | 1–0 | 1–0 | 1–2 | 1–1 | 0–0 | 0–0 | 0–1 | 2–0 | 2–0 | 5–1 | 1–2 | 2–0 | 1–1 |
| Atlético de Madrid         | 6–3 | 1–2 | —   | 4–2 | 1–3 | 1–0 | 1–2 | 1–0 | 3–0 | 1–1 | 1–1 | 2–0 | 4–0 | 0–2 | 3–0 | 4–3 | 1–0 | 3–4 | 4–3 | 4–0 |
| F. C. Barcelona            | 2–0 | 3–1 | 3–0 | —   | 3–0 | 2–1 | 0–0 | 0–0 | 5–1 | 2–3 | 4–0 | 1–0 | 1–0 | 0–1 | 3–0 | 2–1 | 6–0 | 1–2 | 4–1 | 4–1 |
| Real Betis                 | 3–1 | 1–2 | 0–2 | 3–2 | —   | 0–1 | 2–2 | 3–2 | 0–1 | 3–0 | 4–0 | 0–3 | 1–1 | 2–1 | 1–1 | 0–2 | 1–2 | 0–1 | 1–1 | 2–1 |
| R. C. Deportivo La Coruña  | 0–3 | 3–0 | 0–3 | 2–0 | 1–0 | —   | 2–0 | 1–1 | 1–0 | 1–1 | 3–1 | 1–2 | 0–1 | 1–0 | 0–2 | 2–1 | 2–4 | 0–2 | 3–1 | 1–1 |
| R. C. D. Espanyol          | 1–3 | 2–1 | 0–2 | 1–1 | 1–2 | 1–0 | —   | 1–0 | 1–0 | 2–1 | 0–0 | 0–1 | 0–3 | 2–1 | 1–2 | 2–4 | 2–0 | 3–0 | 0–1 | 1–1 |
| Getafe C. F.               | 4–2 | 2–0 | 1–1 | 2–0 | 1–1 | 0–0 | 0–1 | —   | 2–1 | 3–3 | 2–0 | 0–2 | 2–1 | 0–1 | 1–1 | 3–2 | 0–0 | 1–3 | 0–3 | 0–0 |
| Levante U. D.              | 3–0 | 1–2 | 0–1 | 1–4 | 4–3 | 0–1 | 1–1 | 3–1 | —   | 2–2 | 0–0 | 2–1 | 1–1 | 0–2 | 0–2 | 0–2 | 1–5 | 1–2 | 0–3 | 2–1 |
| R. C. D. Mallorca          | 0–0 | 0–0 | 1–0 | 0–2 | 1–1 | 1–0 | 2–2 | 4–2 | 3–0 | —   | 1–1 | 2–1 | 3–1 | 1–1 | 7–1 | 2–3 | 0–2 | 0–1 | 4–2 | 3–2 |
| Real Murcia C. F.          | 0–1 | 1–2 | 1–1 | 3–5 | 0–0 | 0–2 | 4–0 | 0–3 | 2–3 | 1–4 | —   | 2–0 | 2–1 | 1–1 | 1–0 | 0–0 | 1–0 | 0–1 | 0–1 | 2–1 |
| C. A. Osasuna              | 2–1 | 2–0 | 3–1 | 0–0 | 0–1 | 0–1 | 1–2 | 0–2 | 4–1 | 3–1 | 2–1 | —   | 0–2 | 1–2 | 0–1 | 1–1 | 0–0 | 3–2 | 2–2 | 1–0 |
| Racing de Santander        | 1–0 | 1–0 | 0–2 | 0–0 | 3–0 | 1–3 | 1–1 | 2–0 | 1–0 | 3–1 | 3–2 | 1–0 | —   | 0–2 | 2–0 | 0–3 | 1–0 | 0–2 | 2–0 | 2–2 |
| Real Madrid C. F.          | 3–1 | 3–0 | 2–1 | 4–1 | 2–0 | 3–1 | 2–1 | 0–1 | 5–2 | 4–3 | 1–0 | 2–0 | 3–1 | —   | 2–0 | 3–1 | 2–3 | 3–2 | 7–0 | 2–0 |
| R. C. Recreativo de Huelva | 1–1 | 1–1 | 0–0 | 2–2 | 1–1 | 3–2 | 2–1 | 1–3 | 2–0 | 0–2 | 4–2 | 1–0 | 0–0 | 2–3 | —   | 1–2 | 0–1 | 0–2 | 1–1 | 2–1 |
| Sevilla F. C.              | 1–4 | 4–1 | 1–2 | 1–1 | 3–0 | 0–1 | 2–3 | 4–1 | 2–1 | 1–2 | 3–1 | 2–1 | 4–1 | 2–0 | 4–1 | —   | 3–0 | 2–0 | 2–0 | 5–0 |
| Valencia C. F.             | 0–1 | 0–3 | 3–1 | 0–3 | 3–1 | 2–2 | 1–2 | 2–1 | 0–0 | 0–3 | 3–0 | 3–0 | 1–2 | 1–5 | 1–1 | 1–2 | —   | 0–3 | 2–1 | 1–0 |
| Villarreal C. F.           | 1–1 | 1–0 | 3–0 | 3–1 | 0–1 | 4–3 | 2–0 | 2–0 | 3–0 | 1–1 | 2–0 | 0–0 | 0–0 | 0–5 | 1–1 | 3–2 | 3–0 | —   | 2–0 | 2–0 |
| Real Valladolid            | 1–0 | 1–2 | 1–1 | 1–1 | 0–0 | 2–2 | 2–1 | 0–0 | 1–0 | 1–1 | 1–4 | 0–0 | 0–1 | 1–1 | 3–1 | 0–0 | 0–2 | 2–0 | —   | 2–1 |
| Real Zaragoza              | 1–1 | 1–0 | 2–1 | 1–2 | 0–3 | 1–0 | 3–3 | 1–1 | 3–0 | 2–2 | 3–1 | 2–1 | 1–1 | 2–2 | 3–0 | 2–0 | 2–2 | 4–1 | 2–3 | —   |

## Máximos goleadores

### Trofeo Pichichi
Dani Güiza logró por primera vez el trofeo que otorga el Diario Marca al máximo goleador de la Primera División, así como el de máximo goleador español. Sus 27 tantos le situaron, además, como segundo mejor goleador de las ligas europeas, obteniendo la Bota de Plata.

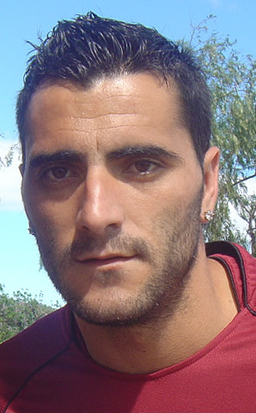
Güiza anotó 16 de sus 27 goles en las 12 últimas jornadas.

| Pos. | Jugador             | Equipo             | Goles | Partidos |
| ---- | ------------------- | ------------------ | ----- | -------- |
| 1º   | Dani Güiza          | Mallorca           | 27    | 37       |
| 2.º  | Luís Fabiano        | Sevilla            | 24    | 30       |
| 3.º  | Sergio Agüero       | Atlético de Madrid | 19    | 37       |
| 4.º  | Nihat Kahveci       | Villarreal         | 18    | 34       |
|      | Raúl González       | Real Madrid        | 18    | 37       |
| 6.º  | Ricardo Oliveira    | Real Zaragoza      | 17    | 37       |
|      | David Villa         | Valencia           | 17    | 28       |
| 8.º  | Samuel Eto'o        | Barcelona          | 16    | 18       |
|      | Diego Forlán        | Atlético de Madrid | 16    | 36       |
|      | Frederic Kanouté    | Sevilla            | 16    | 30       |
|      | Ruud van Nistelrooy | Real Madrid        | 16    | 24       |
| 12.º | Diego Milito        | Real Zaragoza      | 15    | 35       |
|      | Joseba Llorente     | Real Valladolid    | 15    | 36       |
| 14.º | Álvaro Negredo      | Almería            | 13    | 36       |
|      | Luis García         | Espanyol           | 13    | 37       |

### Trofeo Zarra
| Pos. | Jugador       | Equipo      | Goles |
| ---- | ------------- | ----------- | ----- |
| 1º   | Dani Güiza    | Mallorca    | 27    |
| 2.º  | Raúl González | Real Madrid | 18    |
| 3.º  | David Villa   | Valencia    | 17    |

## Otros premios

### Trofeo Zamora

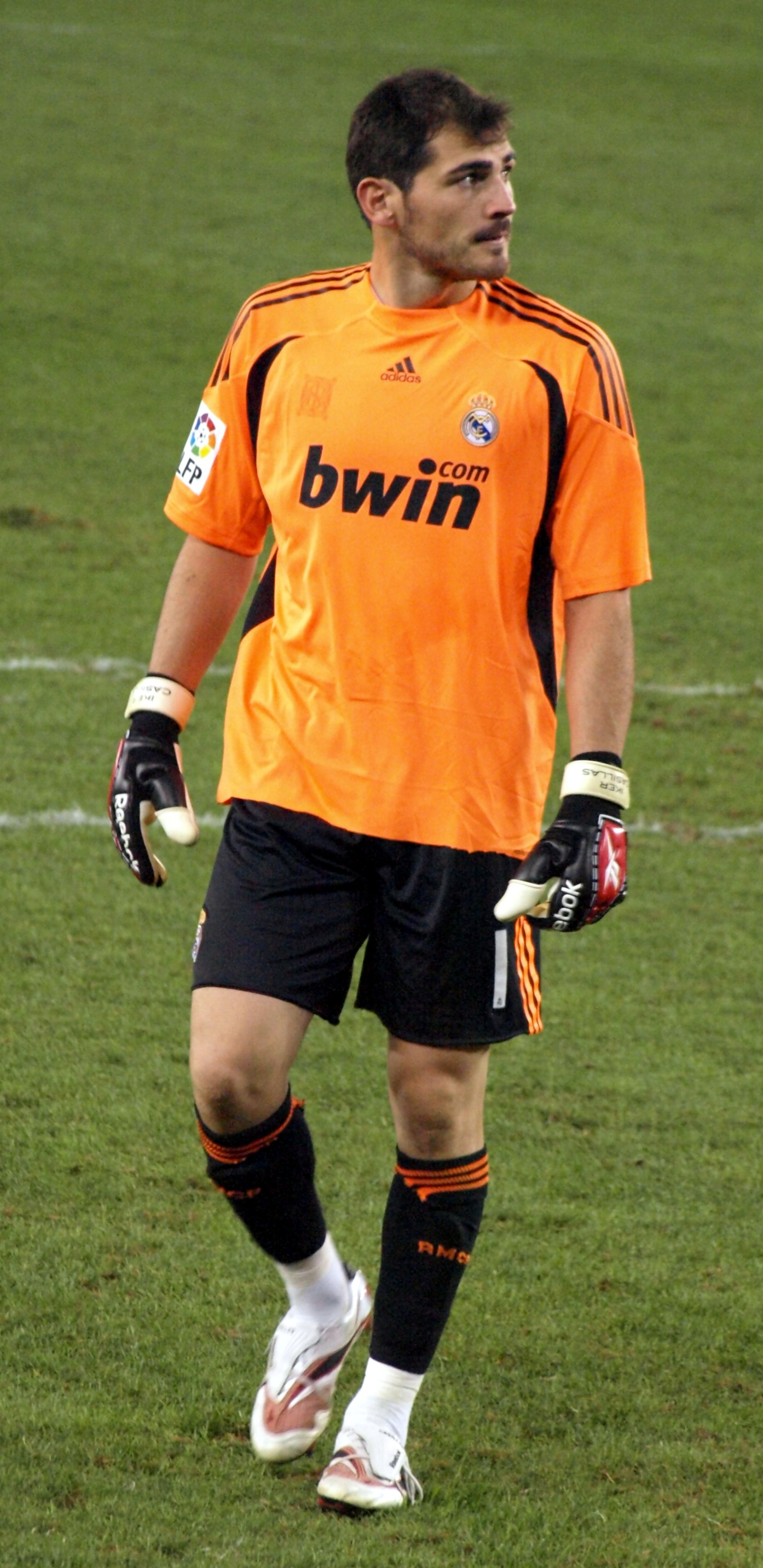
Casillas logró el Zamora tras nueve temporadas en Primera.

Iker Casillas, guardameta internacional de España y del Real Madrid, consiguió por primera vez en su carrera el trofeo al portero menos goleado de la Primera División de España.
Para optar al premio fue necesario disputar 60 minutos en, como mínimo, 28 partidos.
| Pos. | Jugador               | Equipo                 | Goles | Partidos | Promedio |
| ---- | --------------------- | ---------------------- | ----- | -------- | -------- |
| 1º   | Iker Casillas         | Real Madrid            | 32    | 36       | 0,89     |
| 2.º  | Víctor Valdés         | Barcelona              | 35    | 35       | 1,00     |
|      | Toño Rodríguez        | Racing de Santander    | 31    | 31       | 1,00     |
| 4.º  | Ricardo López         | Osasuna                | 38    | 36       | 1,05     |
| 5.º  | Dudu Aouate           | Deportivo de La Coruña | 31    | 28       | 1,10     |
| 6.º  | Roberto Abbondanzieri | Getafe                 | 43    | 35       | 1,23     |
| 7.º  | Miguel Ángel Moyá     | Mallorca               | 35    | 28       | 1,25     |
| 8.º  | Andrés Palop          | Sevilla                | 41    | 31       | 1,32     |
| 9.º  | Carlos Kameni         | Espanyol               | 41    | 30       | 1,36     |
| 10.º | Ricardo Pereira       | Real Betis             | 42    | 28       | 1,50     |

1. ↑  Partidos en los que el guardamenta disputó, como mínimo, 60 minutos.

### Trofeo Miguel Muñoz

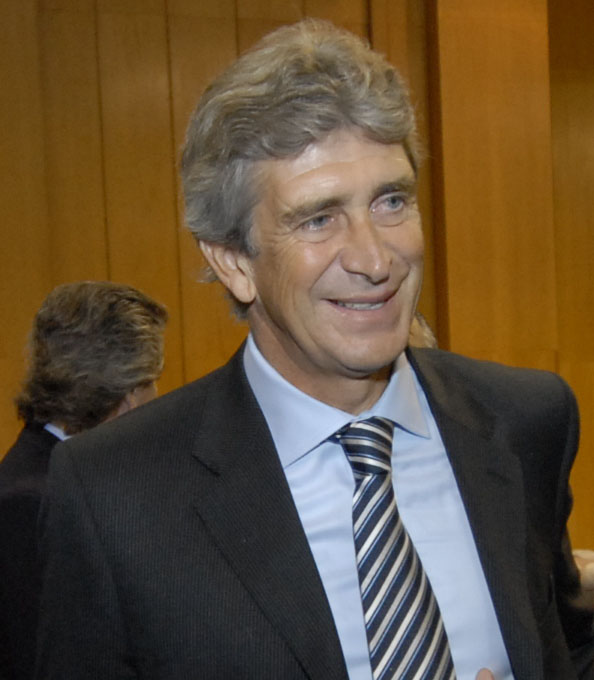
El chileno Manuel Pellegrini logró su primer Trofeo Miguel Muñoz.

El Diario Marca entregó por tercera vez este premio al mejor entrenador. El galardón lo obtuvo Manuel Pellegrini, que llevó al Villarreal CF a su primer subcampeonato de liga.
| Pos. | Entrenador             | Equipo              | Puntos |
| ---- | ---------------------- | ------------------- | ------ |
| 1º   | Manuel Pellegrini      | Villarreal          | 69     |
| 2.º  | Marcelino García Toral | Racing de Santander | 68     |
| 3.º  | Gregorio Manzano       | Mallorca            | 67     |
| 4.º  | Unai Emery             | Almería             | 66     |
| 5.º  | José Luis Mendilibar   | Real Valladolid     | 60     |

### Trofeo Alfredo Di Stéfano
El Diario Marca entregó por primera vez este premio al mejor jugador del torneo. Una votación abierta durante toda la temporada en la web del periódico sirvió para elegir a los cincuenta finalistas del trofeo, cuyo ganador fue elegido entre estos por un jurado presidido por Alfredo Di Stéfano e integrado por los exfutbolistas Jorge Valdano, Andoni Zubizarreta, Manolo Hierro, Emilio Butragueño, José Eulogio Gárate, Luis Suárez y Quini, el exárbitro Manuel Díaz Vega, los periodistas Santiago Segurola y Amalio Moratalla y el director de Marca, Eduardo Inda. El seleccionador español Luis Aragonés, pese a ser miembro del jurado, no asistió a las votaciones. El delantero del Real Madrid Raúl resultó ganador en una votación de desempate, tras igualar, en primera instancia con Sergio Agüero.
| Pos. | Jugador       | Equipo             |
| ---- | ------------- | ------------------ |
| 1º   | Raúl González | Real Madrid        |
| 2.º  | Sergio Agüero | Atlético de Madrid |
| 3.º  | Iker Casillas | Real Madrid        |

### Trofeo EFE
El argentino Sergio Agüero ganó por primera vez este premio al mejor jugador iberoamericano.
| Pos. | Jugador       | Equipo             | Puntos | Partidos | Media |
| ---- | ------------- | ------------------ | ------ | -------- | ----- |
| 1º   | Sergio Agüero | Atlético de Madrid | 242    | 37       | 6,54  |
| 2.º  | Luís Fabiano  | Sevilla            | 186    | 29       | 6,41  |
| 3.º  | Lionel Messi  | Barcelona          | 178    | 28       | 6,35  |

### Trofeo Guruceta
Aunque los problemas físicos le dejaron sin pitar durante la segunda vuelta -solo dirigió cinco encuentros en toda la liga- Carlos Megía Dávila logró por primera vez en su carrera el premio del Diario Marca al mejor árbitro.
| Pos. | Árbitro (colegio)        | Puntos | Partidos | Coeficiente |
| ---- | ------------------------ | ------ | -------- | ----------- |
| 1º   | Carlos Megía Dávila      | 8      | 5        | 1,60        |
| 2.º  | Alberto Undiano Mallenco | 27     | 18       | 1,50        |
| 3.º  | Manuel Mejuto González   | 25     | 17       | 1,47        |

### Premio Don Balón
- Mejor equipo: Real Madrid
- Mejor jugador:  Marcos Senna (Villarreal)
- Mejor jugador español:  Marcos Senna (Villarreal)
- Mejor jugador extranjero:  Sergio Agüero (Atlético de Madrid)
- Mejor pasador:   José María Gutiérrez Guti (Real Madrid)
- Mejor veterano:  Ariel Ibagaza (Mallorca)
- Jugador revelación:  Bojan Krkić (Barcelona)
- Mejor entrenador:  Gregorio Manzano (Mallorca)
- Mejor árbitro:  Manuel Mejuto González
- Mejor directivo:  Fernando Roig (Villarreal)

### Trofeo Vicente Acebedo
El Comité Técnico de Árbitros de la Real Federación Española de Fútbol instituyó esta temporada el Trofeo Vicente Acebedo para premiar a los mejores árbitros del campeonato, según el ranking de valoraciones que ya venía elaborando anualmente el propio comité.
- Mejor árbitro: Manuel Enrique Mejuto González
- Mejor árbitro asistente: Juan Carlos Yuste Jiménez

### Premio Juego Limpio
El Deportivo de La Coruña, como ganador del premio otorgado por la Real Federación Española de Fútbol al fair play, participó -sin éxito- en el sorteo de una plaza adicional para la Copa de la UEFA 2008-09.
| Pos. | Club                   | Puntos |
| ---- | ---------------------- | ------ |
| 1º   | Deportivo de La Coruña | 91     |
| 2.º  | Barcelona              | 92     |
| 3.º  | Villarreal             | 97     |

## Récords y estadísticas
- Total goles marcados: 1.021 en 478 partidos (promedio: 2,69 goles por partido)
- Equipo con más penales a favor:  Villarreal, 11
- Equipo con más penales en contra: Barcelona, 11
- Jugador con más asistencias de gol: José María Gutiérrez Guti (Real Madrid), 18 asistencias
- Jugador más veces amonestado: Sergio Ramos (Real Madrid), 17 tarjetas amarillas
- Jugador más veces expulsado: Sergio Ballesteros (Mallorca), Aitor Ocio (Athletic Club), Sergio Ramos (Real Madrid) y Dani Alves (Sevilla), 3 tarjetas rojas
- Jugador con más minutos jugados: Fabio Coloccini (Deportivo de La Coruña), 3.420 (todos los minutos del campeonato)
- Mayor goleada local: Real Madrid 7 - 0 Real Valladolid - (jornada 23)
- Mayor goleada visitante: Villarreal 0 - 5 Real Madrid - (jornada 2)

## Mercado de traspasos
Los clubes de la Primera División española invirtieron cerca de 500 millones de euros en fichajes para la temporada 2007/08, siendo este el mayor desembolso del siglo XXI hasta la fecha. El equipo con una mayor inversión fue el Real Madrid, que gastó 120 millones de euros, incluyendo el pago de 35 millones por Arjen Robben, el fichaje más caro de la temporada. Junto a la venta de Fernando Torres del Atlético de Madrid al Liverpool FC por idéntico importe, estos fueron los traspasos más elevados de la temporada en el fútbol europeo.

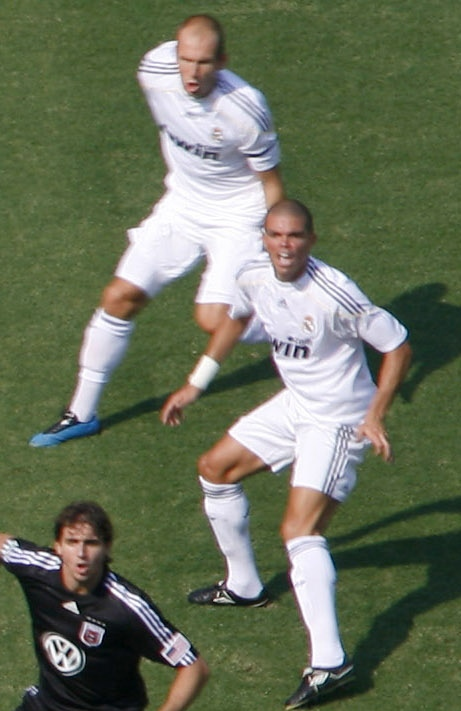
El Real Madrid pagó 66 millones por Robben y Pepe.

En el mercado de invierno los clubes, castigados por la recesión economónica, prefirieron reforzarse con cesiones y jugadores libres de contrato. La inversión se quedó en 30 millones de euros, la mitad que un año antes, siendo el más elevado el pase de Ever Banega de Boca Juniors al Valencia CF por 18 millones.

### Fichajes más caros de la Primera División 2007/08
| Rank. | Jugador         | Club de destino    | Club de origen | Precio (euros) |
| ----- | --------------- | ------------------ | -------------- | -------------- |
| 1.º   | Arjen Robben    | Real Madrid        | Chelsea        | 36.000.000     |
| 2.º   | Pepe            | Real Madrid        | Porto          | 30.000.000     |
| 3.º   | Thierry Henry   | Barcelona          | Arsenal        | 27.000.000     |
| 4.º   | Wesley Sneijder | Real Madrid        | Ajax Ámsterdam | 25.500.000     |
| 5.º   | Diego Forlán    | Atlético de Madrid | Villarreal     | 21.000.000     |

## Entrenadores
| Equipo                 | Entrenador (jornadas)                                                                       |
| ---------------------- | ------------------------------------------------------------------------------------------- |
| Real Madrid            | Bernd Schuster (1-38)                                                                       |
| Villarreal             | Manuel Pellegrini (1-38)                                                                    |
| Barcelona              | Frank Rijkaard (1-38)                                                                       |
| Atlético de Madrid     | Javier Aguirre (1-38)                                                                       |
| Sevilla                | Juande Ramos (1-8) Manuel Jiménez Jiménez (9-38)                                            |
| Racing de Santander    | Marcelino García Toral (1-38)                                                               |
| Mallorca               | Gregorio Manzano (1-38)                                                                     |
| Almería                | Unai Emery (1-38)                                                                           |
| Deportivo de La Coruña | Miguel Ángel Lotina (1-38)                                                                  |
| Valencia               | Quique Sánchez Flores (1-9) Óscar Fernández (10-11) Ronald Koeman (12-33) Voro (33-38)      |
| Athletic Club          | Joaquín Caparrós (1-38)                                                                     |
| Espanyol               | Ernesto Valverde (1-38)                                                                     |
| Real Betis             | Héctor Cúper (1-14) Paco Chaparro (15-38)                                                   |
| Getafe                 | Michael Laudrup (1-38)                                                                      |
| Real Valladolid        | José Luis Mendilibar (1-38)                                                                 |
| Recreativo de Huelva   | Víctor Muñoz (1-22) Manolo Zambrano (23-38)                                                 |
| Osasuna                | José Ángel Ziganda (1-38)                                                                   |
| Real Zaragoza          | Víctor Fernández (1-19) Ander Garitano (20) Javier Irureta (21-26) Manolo Villanova (27-38) |
| Real Murcia            | Lucas Alcaraz (1-26) Javier Clemente (27-38)                                                |
| Levante                | Abel Resino (1-7) Gianni De Biasi (8-32) José Ángel Moreno (33-38)                          |

## Árbitros
Un total de 24 colegiados arbitraron los partidos de la Primera División de España 2007-08. Entre ellos, José Luis Paradas Romero y Francisco Javier Ontanaya López debutaron esta temporada en la categoría, substituyendo a Pérez Lima y Pino Zamorano, relegados a Segunda División por ser los dos árbitros con peor nota en la clasificación elaborada por el Comité Técnico de Árbitros de la Real Federación Española de Fútbol durante la temporada 2006-07.

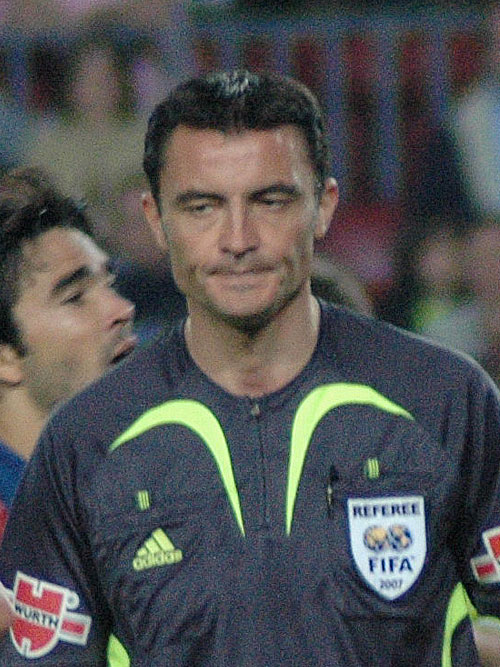
Mejuto González, mejor árbitro según el Comité Técnico de la RFEF.

Por otra parte, María Luisa Villa Gutiérrez se convirtió en la primera mujer en actuar como árbitro asistente en la Primera División de España.
Por segundo año consecutivo, Manuel Enrique Mejuto González finalizó como el colegiado mejor calificado por el Técnico de Árbitros de la Federación Española, y obtuvo así la primera edición del Trofeo Vicente Acebedo, entregado por el máximo organismo arbitral.
| Árbitro                                 | Colegio             | PA | 1  | X | 2 | TA  | TR | TRD | Pen | Pts  |
| --------------------------------------- | ------------------- | -- | -- | - | - | --- | -- | --- | --- | ---- |
| Álvarez Izquierdo, Alfonso              | Catalán             | 17 | 10 | 3 | 4 | 79  | 6  | 4   | 3   | 9,32 |
| Fernández Borbalán, David               | Andaluz             | 17 | 10 | 1 | 6 | 79  | 3  | 1   | 3   | 9,35 |
| Medina Cantalejo, Luis                  | Andaluz             | 13 | 4  | 0 | 9 | 65  | 2  | 1   | 2   | 9,75 |
| Megía Dávila, Carlos                    | Madrileño           | 5  | 5  | 0 | 0 | 23  | 3  | 1   | 1   | 9,30 |
| Muñiz Fernández, César                  | Asturiano           | 18 | 9  | 4 | 5 | 116 | 2  | 3   | 3   | 9,49 |
| Pérez Lasa, Miguel Ángel                | Vasco               | 18 | 8  | 4 | 6 | 114 | 5  | 5   | 7   | 9,29 |
| Teixeira Vitienes, Fernando             | Cántabro            | 17 | 9  | 3 | 5 | 82  | 3  | 2   | 0   | 9,53 |
| Turienzo Álvarez, Javier                | Castellano-leonés   | 18 | 8  | 2 | 8 | 81  | 5  | 2   | 2   | 9,41 |
| Ayza Gámez, Miguel Ángel                | Valenciano          | 16 | 7  | 2 | 7 | 75  | 2  | 2   | 5   | 9,11 |
| Iturralde González, Eduardo             | Vasco               | 20 | 10 | 6 | 4 | 107 | 6  | 7   | 3   | 9,65 |
| Mejuto González, Manuel Enrique         | Asturiano           | 17 | 9  | 3 | 5 | 73  | 1  | 2   | 2   | 9,84 |
| Rodríguez Santiago, Julián              | Castellano-leonés   | 7  | 4  | 3 | 0 | 41  | 0  | 1   | 3   | 9,40 |
| Rubinos Pérez, Antonio                  | Madrileño           | 16 | 5  | 5 | 6 | 72  | 5  | 4   | 4   | 9,44 |
| Velasco Carballo, Carlos                | Madrileño           | 20 | 10 | 5 | 5 | 102 | 6  | 4   | 5   | 9,60 |
| Clos Gómez, Carlos                      | Aragonés            | 17 | 7  | 4 | 6 | 92  | 4  | 2   | 5   | 9,58 |
| González Vázquez, Bernardino            | Gallego             | 16 | 4  | 8 | 4 | 89  | 5  | 5   | 2   | 9,43 |
| Undiano Mallenco, Alberto               | Navarro             | 18 | 9  | 4 | 5 | 106 | 4  | 3   | 4   | 9,73 |
| Daudén Ibáñez, Arturo                   | Aragonés            | 15 | 11 | 3 | 1 | 92  | 2  | 2   | 2   | 9,20 |
| Ontanaya López-Astilleros, Francisco J. | Castellano-Manchego | 14 | 7  | 1 | 6 | 63  | 3  | 4   | 2   | 8,99 |
| Paradas Romero, José Luis               | Andaluz             | 15 | 7  | 7 | 1 | 81  | 3  | 4   | 10  | 9,40 |
| Ramírez Domínguez, Rafael               | Andaluz             | 18 | 10 | 4 | 4 | 89  | 0  | 2   | 7   | 9,09 |
| Delgado Ferreiro, Carlos                | Vasco               | 15 | 4  | 3 | 8 | 75  | 2  | 2   | 0   | 9,23 |
| Lizondo Cortés, Vicente José            | Valenciano          | 15 | 7  | 7 | 1 | 85  | 4  | 2   | 4   | 8,93 |
| Pérez Burrull, Alfonso                  | Cántabro            | 18 | 8  | 5 | 5 | 77  | 3  | 2   | 7   | 9,63 |

PA = Partidos arbirtados; 1 = Partidos con victorial local; X = Partidos con empate; 2 = Partidos con victoria visitante; TA = Tarjetas amarillas mostradas; TR = Tarjetas rojas mostradas; TRD = Tarjetas rojas directas mostradas; Pen = Penaltis señalados; Pts = Calificación media del Comité Técnico de Árbitros de la RFEF